# Ahnsbeck
Ahnsbeck ist eine Gemeinde in Niedersachsen, die zur Samtgemeinde Lachendorf im Landkreis Celle gehört.

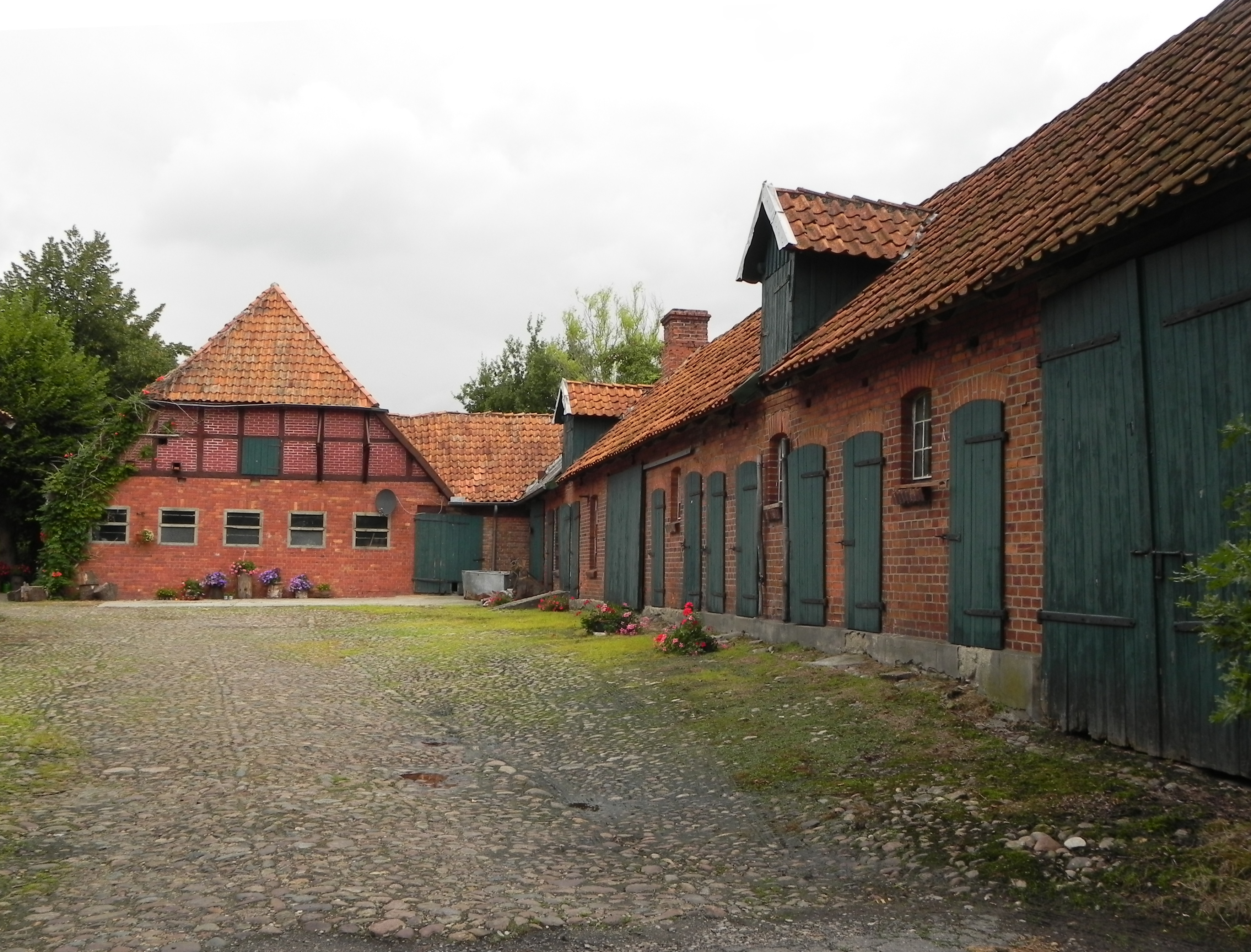
Bauernhof in Ahnsbeck

## Geografie
Ahnsbeck liegt am Südrand der Lüneburger Heide, rund zehn Kilometer östlich von Celle. Es zählt zum historischen Ostfalen, dem Derlingau.
Größte Nachbargemeinde ist Lachendorf, dort ist auch der Sitz der Samtgemeindeverwaltung. Historisch die größte Bedeutung hat der Nachbarort Beedenbostel, ehemaliger Sitz der Amtsvogtei und des Kirchspiels.

## Geschichte
Das Haufendorf Ahnsbeck ist in einer Verkaufsurkunde von 1197 erstmals als „Alrebekesa“ erwähnt. Um 1240 dann Adenesbeke und 1278 Adensbeke, später dann wieder Adenesbeke, aus dem schließlich Ahnsbeck wurde. Die Namensbezeichnung in ihrer Übersetzung „Erlenbachs-Aue“ deutet auf die ursprüngliche Lage in einer Aue am von Erlen gesäumten Bach hin.
Die von den Regensteinern um 1250 vertriebenen Herren von Heimburg bewohnten den herzoglichen Meierhof in Ahnsbeck. Zwischen 1306 und 1330 fand ein Wechsel in der Lehensherrschaft statt. Im Archiv derer von Mahrenholtz heißt es in einem Schreiben von 1306, das der Domprobst zu Hildesheim die Brüder Anno und Heinrich von Heimburg, Ahnsbeck, Groß Oesingen und weitere Orte belehnt. Im Lüneburger Urkundenbuch wird Henricus de Ösinge letztmalig als Großvater von Anno und Heinrich erwähnt. Aus dieser Zeit stammt auch der Kronleuchter mit dem Symbol eines Löwen der Welfen, welcher sich noch heute in der Kapelle im Gebrauch befindet und die Verbindung zu den Heimburgern nachweist.
Am 20. Juli 1570 wurden vier Frauen als Hexen auf dem Scheiterhaufen verbrannt. Die verurteilten Frauen Metke Evers, Alheid Eggers, Margarete Götzers und Gertrud Lowen wurden zuvor peinlich befragt.
Im Dreißigjährigen Krieg sollen die Gebäude bis auf die Kirche zerstört und verbrannt worden sein.
1688 wütete eine schwere Feuersbrunst im Kirchspiel, was zu einer Art Notstandsgesetz führte, um Abgebrannte zu unterstützen und um Materialien zur Feuerbekämpfung gemeinsam anzuschaffen.
1710 wurde das erste Scheibenschießen veranstaltet, was 1876 zur Gründung des Schützenvereins führte. Er stellt bis in die Gegenwart einen Mittelpunkt des kulturellen Lebens und der sportlichen Ereignisse dar.
In der Franzosenzeit gehörte Ahnsbeck zum neu geschaffenen Königreich Westphalen.
1891 wurde die Ahnsbecker Wehr zum Schutz vor Feuer und zum Wohle der Allgemeinheit gegründet.
1933 wurde eine Wassergenossenschaft gegründet und 2012 eine Energiegenossenschaft.
Die Gemeinde ist ländlich strukturiert. Nach der Ausweisung von zwei größeren Baugebieten hat sie sich zu einem attraktiven Wohnort entwickelt, ohne dass der ursprünglich ländlich-dörfliche Charakter verloren ging. Im Gewerbegebiet Nordburger Weg siedelten sich Gewerbebetriebe verschiedener Branchen an.
Ahnsbeck gehörte bis zum 31. Dezember 2004 zum früheren Regierungsbezirk Lüneburg, der infolge einer Verwaltungsreform mit Ablauf dieses Datums aufgelöst wurde. Aus diesem Grunde werden viele verwaltungstechnische Verfahren noch über die Regierungsbezirk Lüneburg geführt.

## Politik

### Gemeinderat
Der Rat der Gemeinde Ahnsbeck setzt sich aus 11 Ratsmitgliedern zusammen. Die Ratsmitglieder werden durch eine Kommunalwahl für jeweils fünf Jahre gewählt.
Bei der Kommunalwahl 2021 ergab sich folgende Sitzverteilung:
| Gemeinderat 2021Insgesamt 11 Sitze - SPD: 2 - UL: 6 - CDU: 3 | Gemeinderatswahl 2021Wahlbeteiligung: 63,3 % 6050403020100 56,7 % (−1,8 %p)28,8 % (−8,4 %p)14,5 % (n. k. %p) ULaCDUSPD2021Anmerkungen:a Freie Wählergemeinschaft Union Lachtetal |

Die letzten Kommunalwahlen ergaben die folgenden Sitzverteilungen:
| Wahljahr | UL 2 | CDU | SPD | FDP | AWG 1 | Gesamt   |
| -------- | ---- | --- | --- | --- | ----- | -------- |
| 2021     | 6    | 3   | 2   | -   | -     | 11 Sitze |
| 2016     | 6    | 4   | -   | 1   | -     | 11 Sitze |
| 2011     | 6    | 4   | 1   | -   | -     | 11 Sitze |
| 2006     | 6    | -   | 1   | 1   | 3     | 11 Sitze |
| 2001     | 5    | 5   | 1   | -   | -     | 11 Sitze |

Letzte Kommunalwahl am 12. September 2021.

### Bürgermeister
Bürgermeister ist seit 2001 Ulrich Kaiser.

### Wappen
Silbern, eine grüne Erle mit braunen Kätzchen wachsend aus einem abgesenkten blauen Wellenbalken, darunter eine schwarze liegende Wolfsangel.

## Kultur und Sehenswürdigkeiten

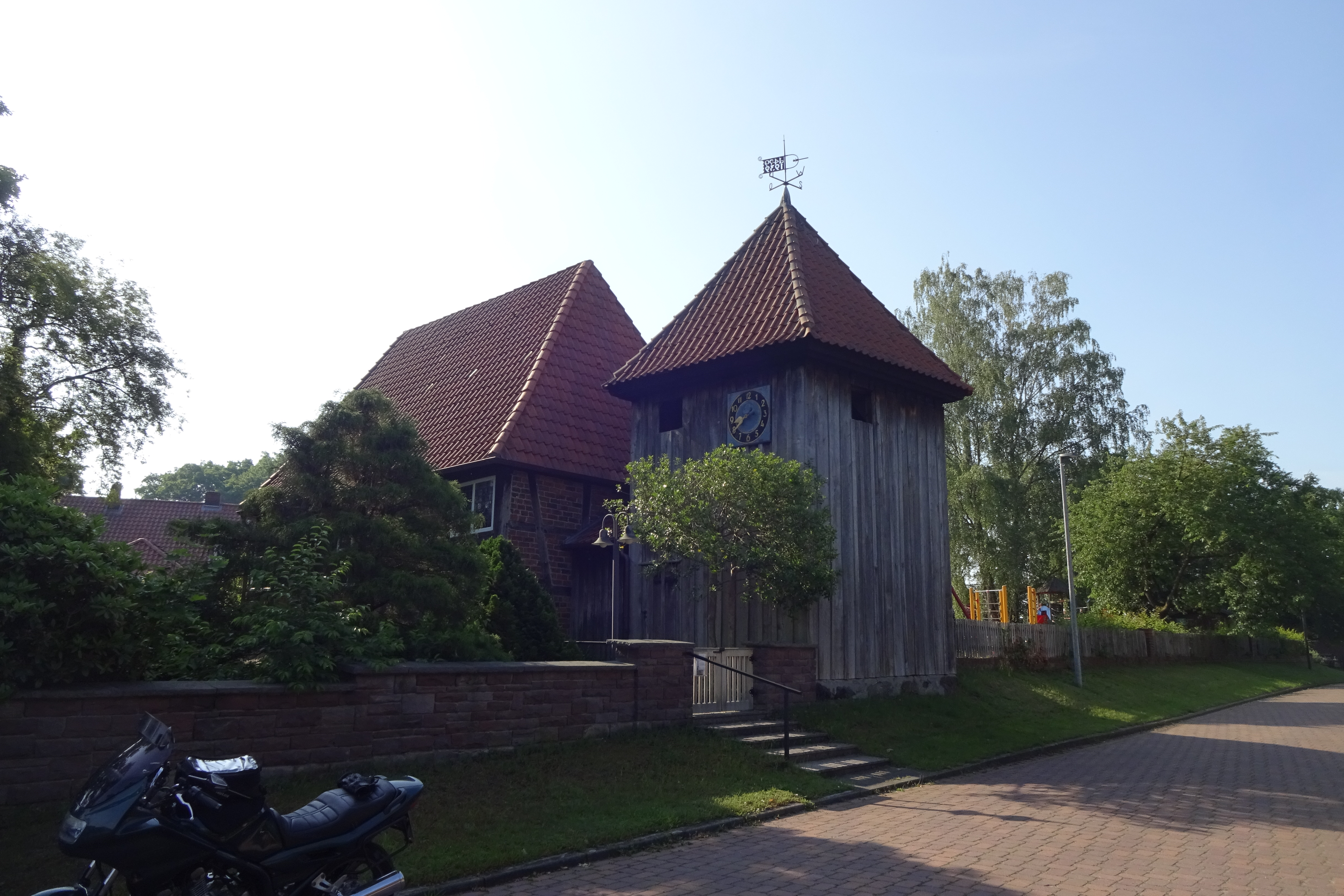
Kirche in Ahnsbeck

- Kirche in AhnsbeckEine Glocke, die im Jahre 1439 vom Bistum Verden gestiftet wurde, befindet sich in der Kapelle des Ortes.
- Ein Backhaus wurde im 17. Jahrhundert errichtet. Es ist an drei Backtagen im Jahr sowie am Tag des offenen Denkmals in Gebrauch.
- Auf dem ehemaligen Feuerwehrhaus befindet sich ein Storchennest. Es finden sich regelmäßig Nestpaare ein, allerdings sind hier im Jahr 2006 letztmals junge Störche geschlüpft.

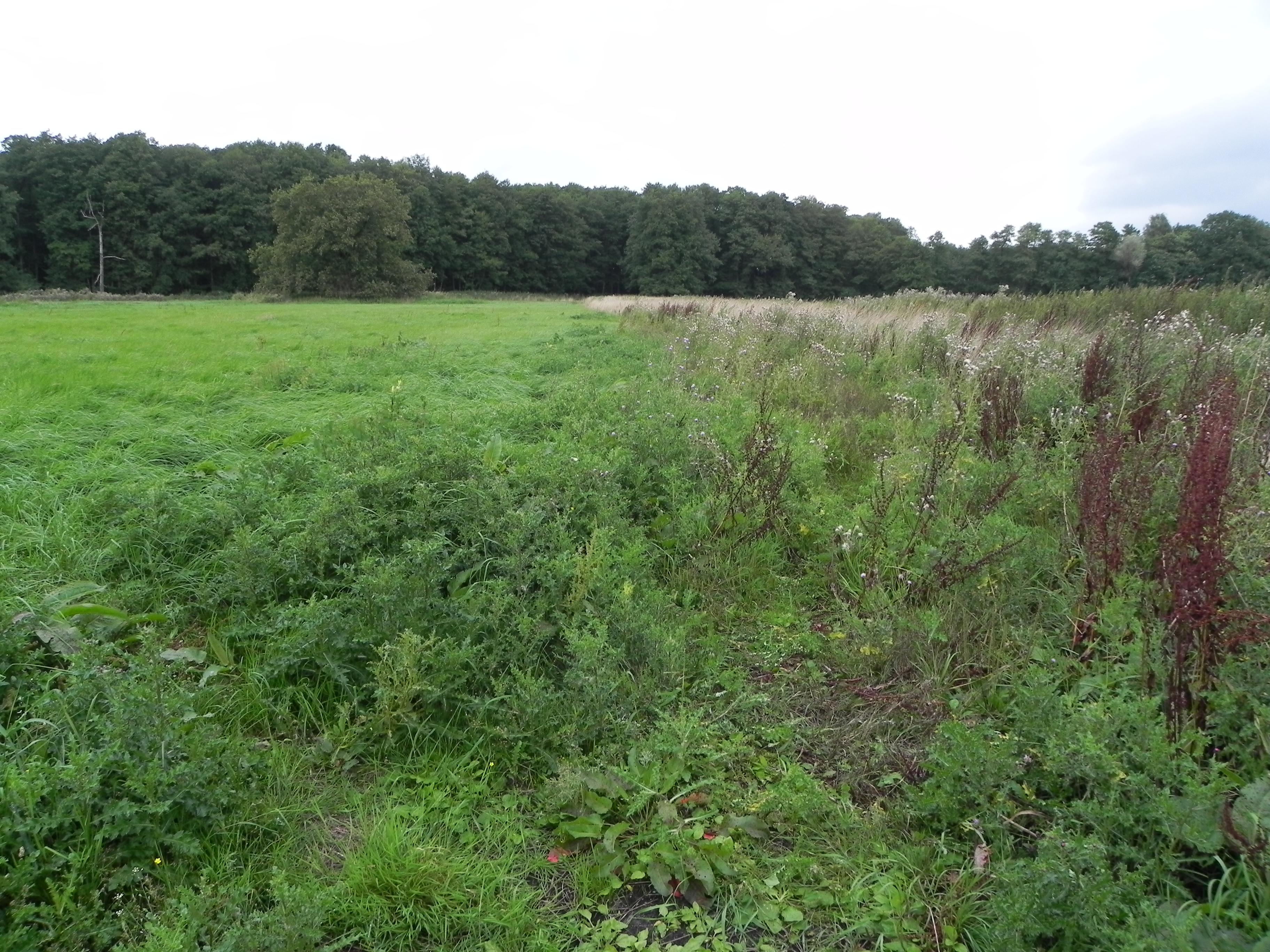
NSG Allerdreckwiesen

- Unmittelbar südlich von Ahnsbeck liegt das 1994 unter Schutz gestellte Naturschutzgebiet Allerdreckwiesen mit einer Fläche von 568 ha (NSG LÜ 209).[7] Es handelt sich hier um ein Feuchtwiesengebiet, das ein Teil der Allerniederung ist.

Zu dorfgemeinschaftlichen Höhepunkten des Dorfes zählen das Schützenfest, welches immer Anfang August stattfindet, sowie die Scheunenfete, zu der Jahr für Jahr mehr als 1000 Besucher kommen. Weiterhin findet seit 2005 alle zwei Jahre die „Provinzrevue der Landeier“ statt. Zu der Veranstaltung, die überwiegend von Ahnsbeckern organisiert wird, kommen 800 Besucher.

## Wirtschaft und Infrastruktur
Buslinien des Unternehmens CeBus verbinden Ahnsbeck mit der etwa 15 km entfernten Kreisstadt Celle und dem dortigen Bahnhof. In den unmittelbaren Nachbarorten Lachendorf und Beedenbostel bestehen außerdem Güterbahnhöfe der privaten Bahngesellschaft OHE (Osthannoversche Eisenbahnen) an der wenig frequentierten Bahnstrecke Celle–Wittingen.
Die nächstgelegenen Bundesstraßen sind die:
- Bundesstraße 4 Gifhorn–Uelzen, etwa 12 km östlich
- Bundesstraße 191 Celle–Uelzen, etwa 15 km nordwestlich
- Bundesstraße 214 Celle–Braunschweig, etwa 15 km südwestlich

## Persönlichkeiten
- Herbert Bangemann (1897–1969), Kreisagitator der NSDAP in der Stadt Celle,[8] Bürgermeister, Kreisleiter von Celle-Land, Ehrenbürger der Gemeinde Ahnsbeck[9] und Namensgeber der Ahnsbecker Herbert-Bangemann-Straße.[10]
- Jan Blomqvist (* 1982), Musiker und Musikproduzent wurde unter dem bürgerlichen Namen Jan Freter in Ahnsbeck geboren